# Кембридж (парафія, Нью-Брансвік)
Кембридж (англ. Cambridge) — парафія в Канаді, у провінції Нью-Брансвік, у складі графства Квінс.

## Населення
За даними перепису 2016 року, парафія нараховувала 647 осіб, показавши скорочення на 0,6%, порівняно з 2011-м роком. Середня густина населення становила 5,7 осіб/км².
З офіційних мов обидвома одночасно володіли 50 жителів, тільки англійською — 520, а 5 — жодною з них. Усього 15 осіб вважали рідною мовою не одну з офіційних.
Працездатне населення становило 54,7% усього населення, рівень безробіття — 13,5% (16,1% серед чоловіків та 0% серед жінок). 84,6% осіб були найманими працівниками, а 15,4% — самозайнятими.
Середній дохід на особу становив $34 883 (медіана $30 304), при цьому для чоловіків — $39 143, а для жінок $30 636 (медіани — $39 040 та $23 744 відповідно).
27,7% мешканців мали закінчену шкільну освіту, не мали закінченої шкільної освіти — 23,4%, 48,9% мали післяшкільну освіту, з яких 13% мали диплом бакалавра, або вищий.
| Статево-вікова структура населення | Статево-вікова структура населення | Статево-вікова структура населення | Статево-вікова структура населення | Статево-вікова структура населення |
| ---------------------------------- | ---------------------------------- | ---------------------------------- | ---------------------------------- | ---------------------------------- |
|                                    |                                    |                                    |                                    |                                    |
| Всього                             | Всього                             | 50,4%49,6%                         |                                    |                                    |
| 0 — 14 років                       | 0 — 14 років                       |                                    | 11,5%                              | 11,5%                              |
| 15 — 64 років                      | 15 — 64 років                      |                                    | 59,2%                              | 59,2%                              |
| 65 і більше                        | 65 і більше                        |                                    | 29,2%                              | 29,2%                              |
| 85 і більше                        | 85 і більше                        |                                    | 5,4%                               | 5,4%                               |
| 100 і більше                       | 100 і більше                       |                                    | 0,8%                               | 0,8%                               |
| Середній вік (років)               | Середній вік (років)               | 49,051,7                           | 50,3                               | 50,3                               |
| Медіана (років)                    | Медіана (років)                    | 55,456,0                           | 55,7                               | 55,7                               |
| — чоловіки — жінки                 |                                    |                                    |                                    |                                    |

| Походження мешканців:     | Походження мешканців:     | Походження мешканців: | Походження мешканців: | Походження мешканців: |
| ------------------------- | ------------------------- | --------------------- | --------------------- | --------------------- |
| Походження                |                           |                       | осіб                  | %                     |
| Корінні американці        | Корінні американці        |                       | 0                     | 0%                    |
| Інше північноамериканське | Інше північноамериканське |                       | 285                   | 52.29%                |
| Європейське               | Європейське               |                       | 380                   | 69.72%                |
| британське                | британське                |                       | 330                   | 60.55%                |
| французьке                | французьке                |                       | 105                   | 19.27%                |
| українське                | українське                |                       | 10                    | 1.83%                 |
| Африканське               | Африканське               |                       | 15                    | 2.75%                 |

| Зайнятість населення за галузями (за класифікацією NOC): | Зайнятість населення за галузями (за класифікацією NOC): | Зайнятість населення за галузями (за класифікацією NOC): | Зайнятість населення за галузями (за класифікацією NOC): | Зайнятість населення за галузями (за класифікацією NOC): |
| -------------------------------------------------------- | -------------------------------------------------------- | -------------------------------------------------------- | -------------------------------------------------------- | -------------------------------------------------------- |
|                                                          |                                                          |                                                          |                                                          |                                                          |
| Управління                                               | Управління                                               |                                                          | 11,5%                                                    | 11,5%                                                    |
| Бізнес, фінанси та адміністрування                       | Бізнес, фінанси та адміністрування                       |                                                          | 9,6%                                                     | 9,6%                                                     |
| Природничі та прикладні науки                            | Природничі та прикладні науки                            |                                                          | 3,8%                                                     | 3,8%                                                     |
| Охорона здоров'я                                         | Охорона здоров'я                                         |                                                          | 13,5%                                                    | 13,5%                                                    |
| Освіта, правозахист, муніципальні та урядові служби      | Освіта, правозахист, муніципальні та урядові служби      |                                                          | 11,5%                                                    | 11,5%                                                    |
| Роздрібна торгівля та послуги                            | Роздрібна торгівля та послуги                            |                                                          | 13,5%                                                    | 13,5%                                                    |
| Гуртова торгівля, транспорт та обладнання                | Гуртова торгівля, транспорт та обладнання                |                                                          | 25%                                                      | 25%                                                      |
| Природні ресурси, сільське господарство                  | Природні ресурси, сільське господарство                  |                                                          | 5,8%                                                     | 5,8%                                                     |
| Виробництво                                              | Виробництво                                              |                                                          | 3,8%                                                     | 3,8%                                                     |

## Клімат
Середня річна температура становить 5,6°C, середня максимальна – 23,2°C, а середня мінімальна – -14,5°C. Середня річна кількість опадів – 1 125 мм.
| Клімат поселення                              | Клімат поселення | Клімат поселення | Клімат поселення | Клімат поселення | Клімат поселення | Клімат поселення | Клімат поселення | Клімат поселення | Клімат поселення | Клімат поселення | Клімат поселення | Клімат поселення | Клімат поселення |
| Показник                                      | Січ.             | Лют.             | Бер.             | Квіт.            | Трав.            | Черв.            | Лип.             | Серп.            | Вер.             | Жовт.            | Лист.            | Груд.            |                  |
| Середній максимум, °C                         | −3,38            | −2,02            | 3,09             | 9,30             | 15,84            | 21,27            | 23,24            | 22,52            | 17,60            | 11,70            | 5,92             | −1,22            |                  |
| Середня температура, °C                       | −8,94            | −7,57            | −2,46            | 3,73             | 10,30            | 15,71            | 19,35            | 18,63            | 13,70            | 7,80             | 2,02             | −5,1             |                  |
| Середній мінімум, °C                          | −14,5            | −13,14           | −8,01            | −1,82            | 4,74             | 10,17            | 15,47            | 14,75            | 9,82             | 3,92             | −1,86            | −9               |                  |
| Норма опадів, мм                              | 103              | 79               | 90               | 88               | 101              | 89               | 86               | 81               | 91               | 100              | 110              | 107              |                  |
| Середньомісячна швидкість вітру, м/с          | 3.51             | 3.52             | 3.70             | 3.61             | 3.28             | 2.82             | 2.59             | 2.40             | 2.70             | 3.00             | 3.30             | 3.50             |                  |
| Середньомісячна сонячна радіація, кДж/м²·день | 5342             | 8658             | 12414            | 15342            | 18169            | 20252            | 20095            | 17702            | 13251            | 8477             | 5022             | 4100             |                  |
| --------------------------------------------- | ---------------- | ---------------- | ---------------- | ---------------- | ---------------- | ---------------- | ---------------- | ---------------- | ---------------- | ---------------- | ---------------- | ---------------- | ---------------- |
| Джерело:                                      |                  |                  |                  |                  |                  |                  |                  |                  |                  |                  |                  |                  |                  |